# Kordel (Textilie)

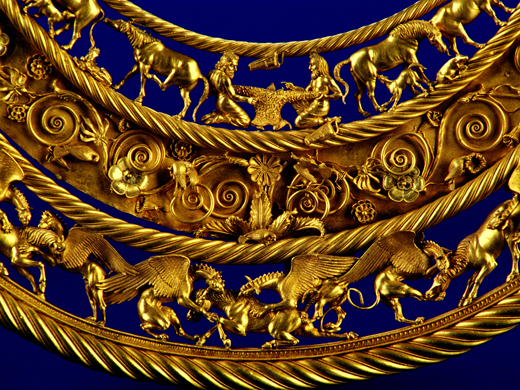
skythischer Hals- und Brustschmuck (Pektoral) mit Gold-Kordeln unterschiedlicher Dicke und Länge aus Towsta Mohyla (4. Jh. v. Chr.)

Goldene Mützenkordel

Eine Kordel (französisch cordelle ‚kurzes oder dünnes Seil‘) ist ein aus mehreren Garnen, die ihrerseits bereits gezwirnt sind, zusammengezwirntes Mehrfachgarn, das aus Baumwolle, Seide oder Kunstseide, teilweise auch aus Edelmetall bestehen kann.
Eine Kordel ist dem Seil verwandt, ist jedoch schmaler und weniger robust gefertigt.
Eine feine Kordel kann auch als Faden bezeichnet werden.

## Geschichte
Schnüre und Kordeln waren schon der Linearbandkeramischen Kultur (ca. 5700 bis 4100 v. Chr.) bekannt und wurden von ihnen bei der Tierhaltung, im Transportwesen und zur Herstellung der charakteristischen Muster auf ihren Töpferwaren verwandt. Später wurden sie zu dickeren Seilen zusammengedreht, die neue Verwendungsmöglichkeiten eröffneten.

## Einsatzmöglichkeiten

### Kleidung
- als Gürtelersatz, z. B. bei den Franziskanischen Orden
- an Uniformen (siehe auch Fangschnur, Achselschnur, Schützenschnur) und an Schulterstücken
- an Mützen, z. B. an der Prinz-Heinrich-Mütze
- an Hüten, z. B. als Hutschnur
- an Helmen, so etwa am Tropenhelm der deutschen Schutztruppe als umlaufendes Rangabzeichen, auch als Boritasch bezeichnet[1]
- am Pullover

### Sonstiges
- als Verpackungskordel, Bindfaden, Paketschnur
- als Hüpf- oder Springseil beim Seilspringen
- als Gardinenschnur zum Zusammenraffen eines Vorhangs, siehe: Fensterdekoration
- an Polstermöbeln – zur Abdeckung von Nähten an Außenkanten
- zur Buchbindung – Verzierung an der bundseitigen Eckkante des Blocks
- verzopfend gewebte „Telefonschnur“ aus 4 Litzenleitungen zum Telefonhörer
- Schnürchenschlinge, die ein Qualitäts- oder Preisetikett aus gelochtem Karton hält
- Absperrseile, im übertragenen Sinn auch Absperrband zum Leiten vom Personenströmen, etwa in einem Museum